# Орлеанський університет
Орлеанський університет, Університет Орлеана (фр. Université d'Orléans) — французький державний університет в Орлеані.

## Історія
Історія університету починається в 1230 році. У цьому часі в Сорбонні було заборонено викладати римське право, і студенти були змушені шукати школу поза Парижем. У 1235 році Григорій IX дозволяє викладати право в Орлеані і, таким чином, засновуються юридичні школи, які працюють протягом півстоліття. Папа римський Климент V в 1306 році засновує університет, який стає третім університетом Франції після Сорбонни й Університету Тулузи. У ньому викладають римське і цивільне право. У середні віки тут навчалося понад 5 тис. студентів із Франції, Німеччини, Лотарингії, Бургундії, Шампані, Пікардії, Нормандії та Шотландії. Університет був надзвичайно популярний у всій Європі протягом чотирьох століть. Поступово університет занепадає, і в 1793 році вирішено його закрити. Університет відкривається наново тільки в 1960 році.

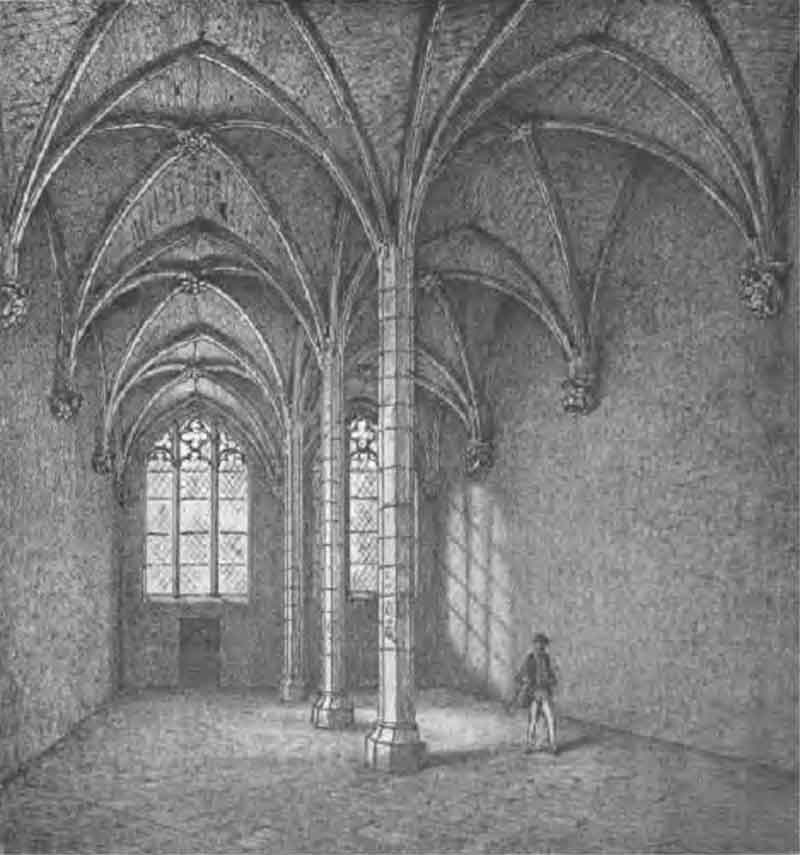
Великий хол університету

## Структура
До складу університету входить 4 факультети, один інститут та політехнічна школа.

### Факультети
- Факультет мов, літератури і гуманітарних наук
- Факультет права, економіки та менеджменту
- Факультет точних наук
- Факультет фізкультури і спорту

## Викладачі
- Мішель Делон — французький літературознавець.

## Відомі випускники
- Йоганн Рейхлін — німецький філософ і гуманіст.
- Жан Кальвін — богослов, реформатор церкви, засновник кальвінізму.
- Етьєн де ля Боесі — французький письменник і філософ, друг Монтеня.
- Теодор Агріппа д'Обіньє — французький поет, письменник та історик.
- Теофраст Ренодо — журналіст, видавець газети La Gazette.
- П'єр Ферма — французький математик, один із творців аналітичної геометрії, математичного аналізу, теорії ймовірностей і теорії чисел.
- Мольєр — творець жанру класичної комедії, актор і директор театру.
- Шарль Перро — письменник-казкар, поет і критик.
- Есташ Дешан — середньовічний французький поет.
- Жан де Лабрюєр — французький письменник-мораліст.